# 허슬 (영화)
《허슬》(영어: Hustle)은 미국에서 제작된 1975년 네오누아르 미스터리 범죄 드라마 영화이다. 로버트 올드리치가 연출과 제작을 맡고, 버트 레이놀즈, 카트린 드뇌브 등이 출연하였다.

## 출연진
- 버트 레이놀즈
- 카트린 드뇌브
- 벤 존슨
- 폴 윈필드
- 아일린 브레넌
- 에디 앨버트
- 어니스트 보그나인
- 캐서린 바크
- 잭 카터
- 로버트 엥글런드

## 기타 제작진
- 의상: 베치 콕스, 오스카 로드리게스